# Caecidotea lesliei
Caecidotea lesliei är en kräftdjursart som beskrevs av Lewis och Bowman 1981. Caecidotea lesliei ingår i släktet Caecidotea och familjen sötvattensgråsuggor. Inga underarter finns listade i Catalogue of Life.